# Spodnji Log (gmina Kočevje)
Spodnji Log – wieś w Słowenii, w gminie Kočevje. W 2018 roku liczyła 20 mieszkańców.